# أوسكار شاده
أوسكار شايد (بالألمانية: Oskar Schade)؛ (25 مارس 1826,إرفورت - 30 ديسمبر 1906,كونيغسبرغ)، وهو عالم لغوي ألماني كان أستاذا في جامعة كونيغسبرغ من 1863 حتى وفاته في 1906